# Società Sportiva Vis Pesaro 1939-1940
Questa voce raccoglie le informazioni riguardanti la Società Sportiva Vis Pesaro nelle competizioni ufficiali della stagione 1939-1940.

## Rosa
| N. |                   | Ruolo | Calciatore         |
| -- | ----------------- | ----- | ------------------ |
|    | Italia (bandiera) | C     | Gino Aureli        |
|    | Italia (bandiera) | D     | Menotti Avanzolini |
|    | Italia (bandiera) | C     | Dante Baffioni     |
|    | Italia (bandiera) | A     | Rino Ballabeni     |
|    | Italia (bandiera) | D     | Carlo Balzani      |
|    | Italia (bandiera) | C     | Wladimiro Cacciari |
|    | Italia (bandiera) | C     | Aimone Clementoni  |
|    | Italia (bandiera) | P     | Alberto Copponi    |

| N. |                   | Ruolo | Calciatore        |
| -- | ----------------- | ----- | ----------------- |
|    | Italia (bandiera) | D     | Silvio Di Giorgio |
|    | Italia (bandiera) | P     | Carlo Ferri       |
|    | Italia (bandiera) | A     | Orlando Ghirlanda |
|    | Italia (bandiera) | C     | Elio Mancini      |
|    | Italia (bandiera) | C     | Davide Mariani    |
|    | Italia (bandiera) | C     | Vero Moscaretti   |
|    | Italia (bandiera) | D     | Osvaldo Pagnini   |
|    | Italia (bandiera) | D     | Adriano Rubini    |